# 이정범
이정범(1971년 9월 21일 ~ )은 대한민국의 영화 감독이다.

## 학력
- 동성고등학교[깨진 링크(과거 내용 찾기)] 졸업
- 한국예술종합학교 영상원 영화과

## 작품
- 악질경찰
- 우는 남자
- 아저씨
- 열혈남아

## 수상 경력
- 2011년 제8회 맥스무비 최고의 영화상 최고의 감독상[1]
- 2010년 대한민국 국회대상 올해의 영화상
- 2010년 제6회 대한민국 대학영화제 감독상
- 2007년 제15회 춘사영화상 신인감독상